# 마크 라이델
마크 라이델(영어: Mark Rydell, 1929년 3월 23일 ~ )는 미국의 영화 감독, 영화 프로듀서, 배우이다. 

## 영화
- 트라잉 투 겟 굿: 더 재즈 오디세이 오브 잭 셀던 (2008년) - 본인 역
- 마스터 오브 사이언스 픽션 (2007년)
- 이븐 머니 (2006년)
- 언피니쉬드 라이프 (2005년)
- 헐리우드 엔딩 (2002년)
- 제임스 딘(영어판) (2001년)
- 제이드 스콜피온의 저주 (2001년)
- 린드버그 유괴사건 (1996년)
- 세기의 영화 (1994년)
- 마지막 연인 (1994년)
- 대니의 질투 (1991년)
- 용사들을 위하여 (1991년)
- 하바나 (1990년)
- 펀치라인 (1988년)
- 살아가는 나날들 (1984년)
- 아메리칸 마스터즈 (1983년) - 본인 역
- 황금 연못 (1981년)
- 로즈 (1979년)
- 해리와 월터 뉴욕에 가다 (1976년)
- 신데렐라 리버티 (1973년)
- 긴 이별 (1973년)
- 11인의 카우보이 (1972년)
- 리버스 (1969년)
- 더 폭스 (1968년)
- 도망자 (1963년)
- 벤 케이시 (1961년)
- 애즈 더 월드 턴즈 (1956년)
- 거리의 범죄 (1956년)
- 딜론 보안관 (1955년)